# Philonema sibirica
Philonema sibirica är en rundmaskart. Philonema sibirica ingår i släktet Philonema, och familjen Philometridae. Arten är reproducerande i Sverige.